# Laupheim West
Laupheim West (niem: Bahnhof Laupheim West) – stacja kolejowa w Laupheim, w kraju związkowym Bawaria, w Niemczech. Według DB Station&Service ma kategorię 5. Znajduje się na linii Ulm – Friedrichshafen.

## Linie kolejowe
- Linia Ulm – Friedrichshafen
- Linia Laupheim West – Schwendi

## Połączenia
| Rodzaj pociągu | Trasa | Takt                       |
| -------------- | --- | -------------------------- |
| RE             | Stuttgart – Plochingen – Ulm – Laupheim West – Biberach (Riß) – Aulendorf – Ravensburg – Friedrichshafen Stadt – Lindau | Godzinny                   |
| RE             | Ulm – Laupheim West – Biberach (Riß) – Aulendorf – Ravensburg – Friedrichshafen Stadt                                   | Pojedyncze pociągi         |
| RB             | Ulm – Erbach (Württ) – Laupheim West – Laupheim Stadt – Biberach (Riß) (– Biberach (Riß) Süd)                           | Godzinny                   |
| RB             | Ulm – Erbach (Württ) – Laupheim West – Biberach (Riß) – Aulendorf                                                       | Godzinny w trakcie szczytu |